# Легке тілесне ушкодження
Легке тілесне ушкодження — тілесне ушкодження, що спричинило короткочасний розлад здоров'я або незначну втрату працездатності.
Легке тілесне ушкодження, що не спричинило короткочасного розладу здоров'я чи незначної стійкої втрати працездатності — це  ушкодження, що має незначні скороминущі наслідки, тривалістю не більш як шість днів.

## Юридична характеристика
Короткочасним належить вважати розлад здоров'я тривалістю понад шести днів, але не більше як три тижні (21 день). Під незначною стійкою втратою працездатності належить розуміти втрату загальної працездатності до 10%. Відсоток втрати працездатності визначається судово-медичною експертизою.
Об'єктом злочину є здоров'я особи. Об'єктивна сторона характеризується вчиненням тілесних ушкоджень двох видів це — просте тілесне ушкодження (наприклад синець, подряпина тощо) та легке тілесне ушкодження, що спричинило короткочасний розлад здоров'я або незначну втрату працездатності. Суб'єктом злочину є осудна фізична особа, яка досягла 16-річного віку. Суб'єктивна сторона злочину характеризується прямим або непрямим умислом.

## Відповідальність
Відповідальність за легке тілесне ушкодження передбачено ст. 125 Кримінального кодексу України. Умисне легке тілесне ушкодження, карається штрафом до п'ятдесяти неоподатковуваних мінімумів доходів громадян або громадськими роботами на строк до двохсот годин, або виправними роботами на строк до одного року. 
Умисне легке тілесне ушкодження, що спричинило короткочасний розлад здоров'я або незначну втрату працездатності,карається штрафом від п'ятдесяти до ста неоподатковуваних мінімумів доходів громадян або громадськими роботами на строк від ста п'ятдесяти до двохсот сорока годин або виправними роботами на строк до одного року, або пробаційним наглядом на строк до двох років, або обмеженням волі на той самий строк.
Якщо умисел винного було спрямовано на заподіяння тяжких тілесних чи середньої тяжкості тілесних ушкоджень, а внаслідок його дій потерпілому було заподіяно лише легкі тілесні ушкодження, вчинене кваліфікується за спрямованістю умислу – за відповідними частинами статей 15 і 121 або 122 Кримінального кодексу України.
За заподіяння легкого тілесного ушкодження у стані сильного душевного хвилювання, викликаного неправомірною поведінкою потерпілого, або в разі перевищення меж необхідної оборони  чи перевищення заходів, необхідних для затримання злочинця,кримінальної відповідальності чинним Кримінальним кодексом не встановлено.